# Tee Hee
Tee Hee Johnson è un henchman (tirapiedi) di Mr. Big, antagonista del protagonista James Bond nel secondo romanzo scritto da Ian Fleming, Vivi e lascia morire (1954) e nell'ottavo film della saga cinematografica Agente 007 - Vivi e lascia morire (1973). Nella versione cinematografica è stato interpretato da Julius Harris.

## Biografia

### Romanzo
Nel romanzo Tee Hee è uno dei tanti uomini al servizio del gangster Mr. Big. È descritto come un uomo grasso e si rivolge al suo capo chiamandolo sempre padrone. Emette un trillo in falsetto che spiega la ragione del suo nomignolo (Hee-hee, Hee-hee).
Catturato da Mr. Big, Bond viene torturato da Tee Hee che gli spezza il dito mignolo della mano sinistra. Approfittando di un momento di distrazione dell'avversario, Bond riesce a liberarsi e lo uccide facendolo cadere da una rampa di scale.

### Film
Nella versione cinematografica il personaggio ha un ruolo più importante in quanto è la guardia del corpo e braccio destro di Mr. Big (nel film il vero nome è Kananga). Alto due metri, ha un braccio meccanico con una tenaglia, risultato dell'amputazione del braccio destro divorato da un coccodrillo chiamato Albert. Il suo nome deriva dalla sua caratteristica personale (il suono che produce quando ride). Sembra che la minima cosa lo diverta.
Il suo compito è quello di allevare coccodrilli e alligatori che tiene in una fattoria isolata, usata come raffineria per l'eroina.
È sempre al fianco del suo capo sia quando questi ricopra il ruolo di Kananga, primo ministro dell'isola di San Monique che nelle vesti di Mr. Big, trafficante d'eroina.
Quando James Bond arriva sull'isola di San Monique per indagare sull'omicidio di tre agenti, Kananga impone a Tee Hee di uccidere 007. Il primo tentativo fallisce quando l'agente Rosie Carver (spia al servizio di Mr. Big) viene smascherata da Bond e per questo viene uccisa da Tee Hee. Quando 007 viene catturato, Kananga e Tee Hee decidono di darlo in pasto ai coccodrilli, ma Bond riesce a fuggire dalla fattoria e a distruggerla.
Dopo la morte di Kananga, Tee Hee, in cerca di vendetta, si intrufolerà nella suite di un treno su cui stanno viaggiando Bond e Solitaire per assassinarli, ma per sua sfortuna finirà gettato giù dal treno da 007 mentre il braccio meccanico rimane appeso al finestrino.